# 帝國墳場

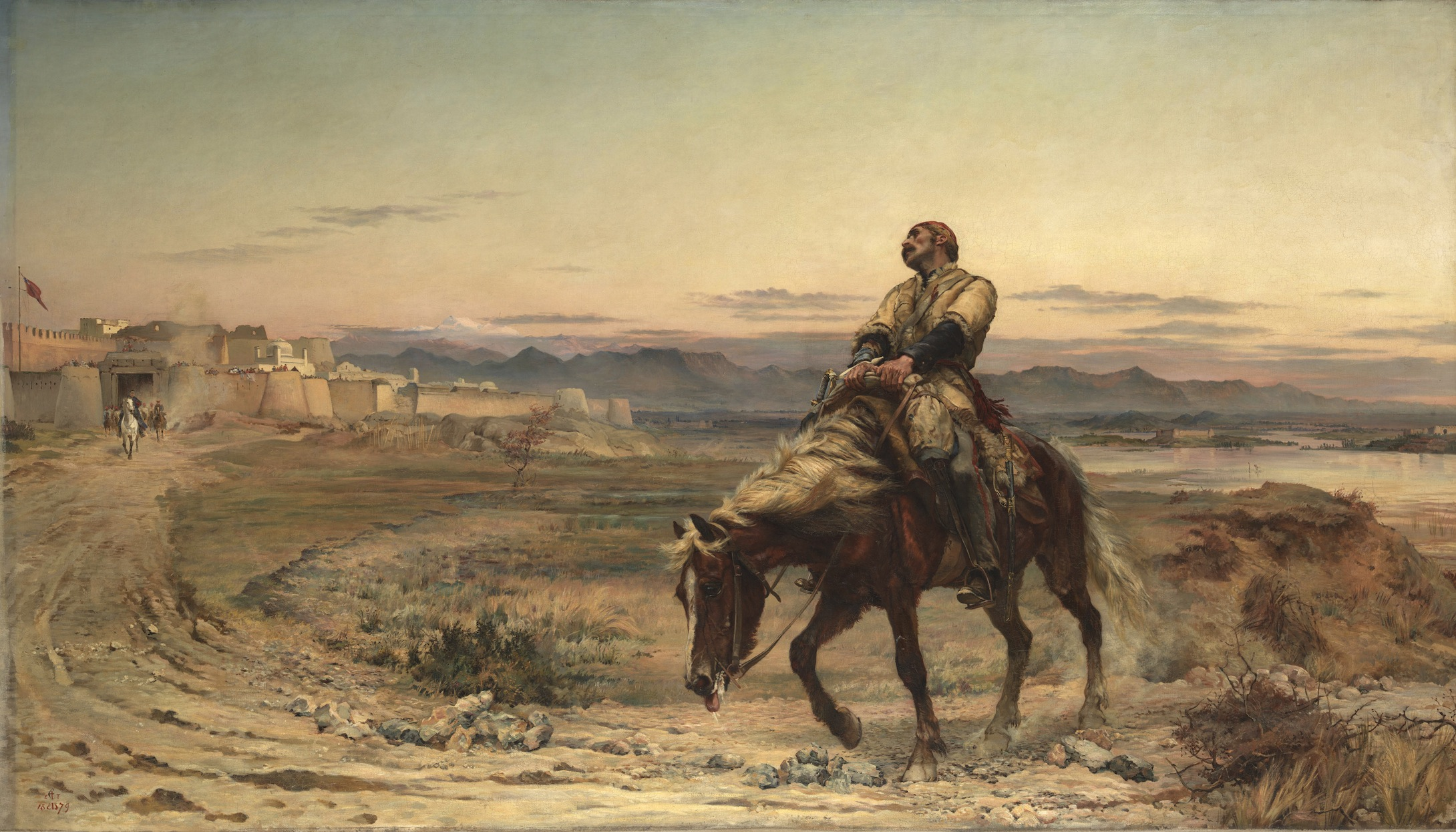
《倖存的部隊》，此畫展現了1842英軍自喀布爾撤退時的場景，次役英軍約陣亡16500人，僅有數人逃回

帝國墳場（英語：graveyard of empires）是一個經常與阿富汗聯繫在一起的綽號。歷史上，許多外國列強企圖入侵或統治現在為阿富汗的地區，但未能實現其政治或軍事目標，並在此過程中遭受巨大損失。此外，所有入侵阿富汗的外國軍隊在衝突結束時都進行了全面的軍事撤離。有時，該術語也被應用於美索不達米亞。在其他地方，一個非常相似的短語“國家和帝國的墳場”被用來比喻《舊約·以賽亞書》（它記載了記載關於猶大國和耶路撒冷的背景資料，以及當時猶大國的人民在耶和華前所犯的罪，並透露耶和華將要採取判決與拯救的行動）。目前尚不清楚是誰創造了這個詞組，其歷史準確性也存在爭議。帝國指的是大英帝國、蘇聯和美國，戰爭主要涉及以下幾個：
- 第一次英國－阿富汗戰爭（1839-1842）
- 第二次英國－阿富汗戰爭（1878-1880）
- 第三次英國－阿富汗戰爭（1919）
- 蘇阿戰爭（1979-1989）
- 阿富汗戰爭（2001-2021）

## 大眾文化
- Netflix紀錄片《驚世轉捩點：911 與反恐戰爭（英语：Turning Point: 9/11 and the War on Terror）》第1季第5集的集名即取為「帝國墳場」，描述美軍撤出阿富汗階段的反恐戰爭。